# تاتيانا بينتو (عداء)
تاتيانا بينتو (بالألمانية: Tatjana Pinto)‏ (و. 1992  م) هي منافسة ألعاب القوى، وعداءة سريعة ألمانية، ولدت في مونستر، شاركت في الألعاب الأولمبية الصيفية 2012، وألعاب القوى في الألعاب الأولمبية الصيفية 2016.

## روابط خارجية
- تاتيانا بينتو على موقع الاتحاد الدولي لألعاب القوى (الإنجليزية)
- تاتيانا بينتو على موقع الاتحاد الألماني لألعاب القوى (الألمانية)
- تاتيانا بينتو على موقع الدوري الماسي (الإنجليزية)
- تاتيانا بينتو على موقع أوليمبيديا (الإنجليزية)
- تاتيانا بينتو على موقع اللجنة الأولمبية الألمانية (الألمانية)